# LUX 005
LUX 005 fue un evento de artes marciales mixtas producido por LUX Fight League, que se llevó a cabo el 19 de julio de 2019 en el Frontón México de Ciudad de México, México.

## Antecedentes
El evento marcó la cuarta visita consecutiva de la promoción a Ciudad de México y la primera en el Frontón México.
Se anunció una pelea de peso ligero entre Rony Jason y Edgar Díaz que encabezaba el evento, siendo el regreso de Jason después de año y medio fuera de competición en la jaula.